# Barrage de Sultansuyu
Le barrage de Sultansuyu est un barrage de Turquie.

## Sources
- (en) www.dsi.gov.tr/tricold/sultansu.htm Site de l'agence gouvernementale turque des travaux hydrauliques